# Mary Callery
Mary Callery (Nueva York, 19 de junio de 1903 - París, 12 de febrero de 1977) fue una artista y coleccionista estadounidense conocida por su escultura expresionista moderna y abstracta. Formó parte de la escuela del movimiento artístico de Nueva York en las décadas de 1940, 1950 y 1960.
Se afirma que "tejió figuras lineales de acróbatas y bailarines, tan esbeltas como los espaguetis y flexibles como la goma de la India, en formas caladas de bronce y acero. Amiga de Picasso, fue una de las que llevó la buena palabra del modernismo francés a América a comienzos de la Segunda Guerra Mundial".

## Biografía
Nació en la ciudad de Nueva York pero creció en Pittsburgh, Pensilvania. Hija de Julia Welch y James Dawson Callery, Presidente del Diamond National Bank y de la Pittsburgh Railways Company, estudió en el Art Students League of New York (1921–1925) con Edward McCartan. En 1939 se trasladó a París y trabajó en Francia hasta 1940, donde conoció a Pablo Picasso, Henri Matisse, Fernand Léger, Alexander Calder y Aristide Maillol; y donde desarrolló sus talentos como escultora moderna, estudiando con el escultor de origen ruso, Jacques Loutchansky. Cuando Alemania ocupó París durante Segunda Guerra Mundial, regresó a Estados Unidos con "más Picassos que cualquiera en América" según Alfred Barr del Museo de Arte Moderno de Nueva York. En Nueva York, jugó una función instrumental en el desarrollo y crecimiento de ULAE (Universal Limited Art Editions, Inc.). Se cree que Mary Callery fue la primera artista en imprimir trabajo original para la ULAE, Sueños of Morning, en 1955. La segunda edición del papel de Callery, Variations on a Theme of “Callery-Léger” , fue impreso en el llamado “Callery gray” que fue utilizado por la Sra. Grosman para las primeras etiquetas impresas del estudio, y sigue siendo la marca comercial que usa ULAE en la actualidad.
El arquitecto Philip Johnson, a quien conoció en París, fue un amigo próximo quien le presentó actores principales del mundo de los negocios y el arte dentro de Nueva York, como Nelson y Abby Rockefeller. Wallace Harrison, quien junto con Johnson, era responsable del diseño de Lincoln Center, le encargó  su trabajo más conocido, una escultura para la parte superior del arco de proscenio en la Metropolitan Opera House, descrita como "un conjunto sin título de formas de bronce creando un ramo de arabescos esculpidos". La obra es conocida como "The Caro Wreck" y como "Spaghetti Spoon in Congress with Plumbers Strap".
Fue representada por los comerciantes de arte M. Knoedler & Co. y la Galería de Curt Valentin, y exhibió en más de veinte exposiciones individuales y colectivas. Conoció a Georgia O'Keeffe y en 1945 hizo una escultura de su cabeza.
En 1945, fue invitada para participar en la facultad de verano de Universidad de Black Mountain de Carolina del Norte, donde enseñó junto a Josef Albers, Robert Motherwell, Lyonel Feininger y Walter Gropius.

### Vida personal
En 1923, se casó con Frederic R. Coudert Jr., abogado y miembro futuro del Congreso de los Estados Unidos. Tuvieron una hija, Caroline, nacida en 1926. Se divorció en 1930 y se volvió a casar en 1931 con el industrial textil y coleccionista de bellas artes italiano Carlo Frua de Angeli de quién también se divorció. A principios de la Segunda Guerra Mundial, tuvo una relación romántica con el arquitecto Mies van der Rohe quién le diseñó un estudio de artista en Huntington, Long Island, Nueva York.
En sus últimos años, Callery mantuvo estudios en Huntington y París, con estancias en Cadaqués. Llegó por primera vez a Cadaqués, a través de Alexina Sattler (Tenny), escultora americana, pareja de Marcel Duchamp, donde compró dos casas: una, que usaba como estudio, en la plaza Duchamp y la otra en la calle del Embut (Embudo) n.8, que le servía de vivienda. En 1962 encargó la reforma de las casas al estudio de arquitectura de su amigo Peter Harnden y Lanfranco Bombelli. Murió el 12 de febrero de 1977 en el Hospital americano de París, donde fue incinerada, pero fue enterrada en Cadaqués, en la parte del cementerio que se conoce como cementerio de los extranjeros. Su casa de Cadaqués pasó a la hija de Peter Harnden, Marina, su ahijada, y su colección de arte a su sobrina la baronesa Marcella Korff que en 2009 fue subastada en Christie's de París.